# Camponotus kollbrunneri
Camponotus kollbrunneri é uma espécie de inseto do gênero Camponotus, pertencente à família Formicidae.